# 大埔七約

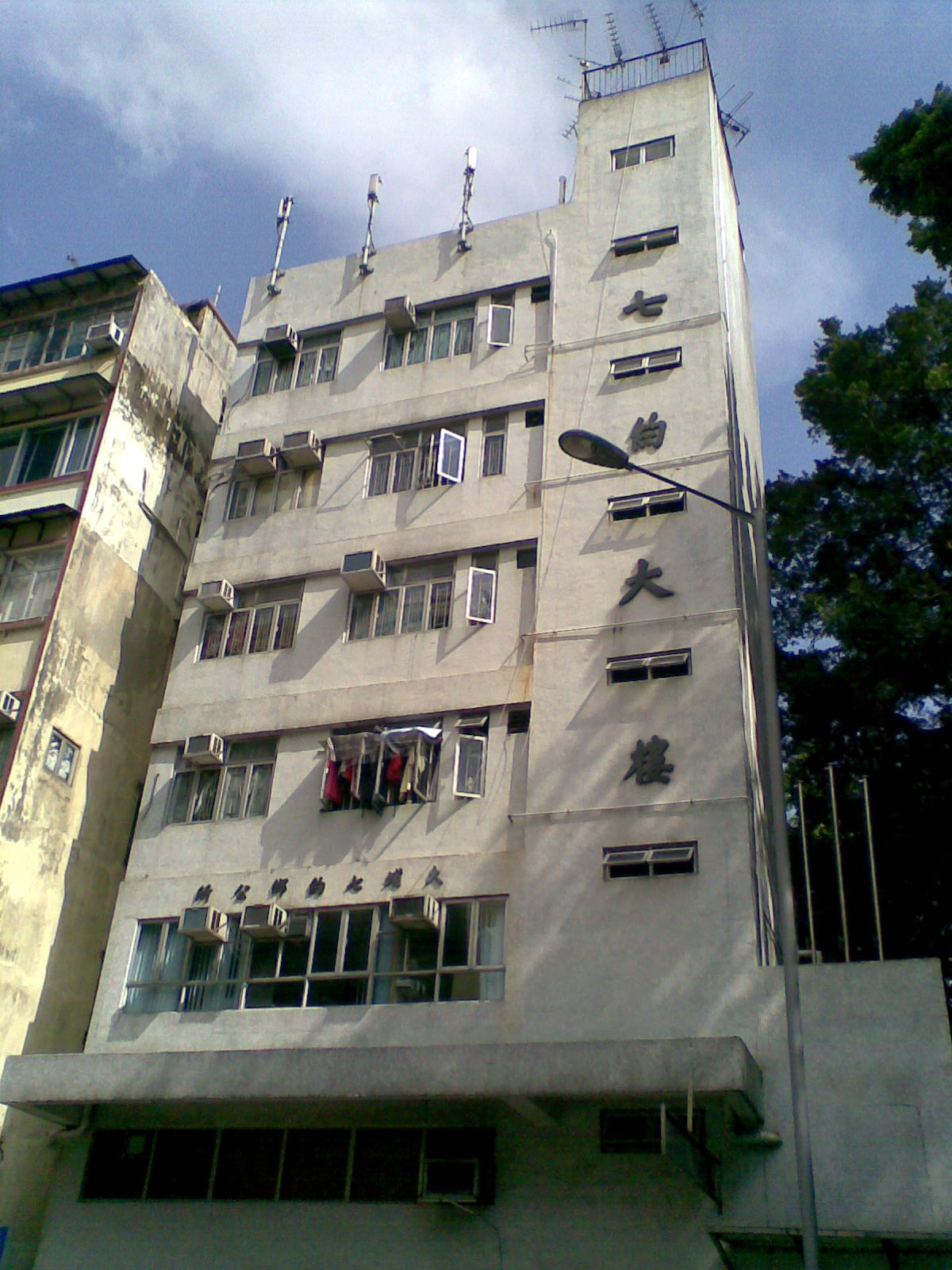
大埔七約鄉公所

大埔七約是大埔區中的七條村落（地區），包括泰亨約、林村約、翕和約、集和約（即沙羅洞）、樟樹灘約、汀角約、粉嶺約，全部為非鄧姓的村落。
清嘉慶年間，大埔以北的泰亨村文氏計劃在「大步墟」建屋及開設商舖，但遭到大埔頭鄧氏家族的阻攔。光緒十八年 (1892年)，新安知縣裁定「大步墟」為鄧氏稅地，其他氏族不能在內建舖，並勒石立碑於天后廟內。
以文氏為首的七約於同年在「大步墟」（大埔舊墟）對岸成立「太和市」（大埔新墟）。同時「大埔七約鄉公所」亦正式成立，鄉公所辦公的地方就設在今天富善街的文武廟內。為方便鄉民往返林村河兩岸，七約於1896年修建由「太和市」到林村河北岸的「廣福橋」。及後九廣鐵路 英段在「太和市」設立大埔墟火車站，太和市的發展大大超越「大步墟」。

## 大埔七約
- 泰亨約：文氏乃新界五大氏族之一，族人定居元朗新田和大埔泰亨一帶。泰亨始祖文名蔭明初定居於今泰亨鄉祠堂村，後因族裔繁衍，遂擴建中心圍、灰沙圍，組成「泰亨鄉文氏兩圍一村」[1]。
- 林村約：位於大帽山之陰，東至南華莆，西至嘉道理農場，共有二十六條鄉村，計有自上白牛石、下白牛石、梧桐寨、寨乪、大陽輋、麻布尾、水窩、坪朗、大崦山、小崦山、大崦、龍丫排、田寮下、新塘、新村、塘上村、鍾屋村、社山、新屋仔、放馬莆、坑下莆、較寮下、圍頭、南華莆、蓮澳李屋、蓮澳鄭屋等村。
- 翕和約：以泮河為界，河以上為上約，河以下為下約，所屬有老泮涌、南坑、鳳園、上黃宜、下黃宜、大埔滘、上碗窰、下碗窰、荔枝山、元墩下、打鐵屻、半山洲、新屋家及燕岩等十四村。
- 集和約：位於大埔之東北，計有沙螺洞張屋及李屋兩村，與下坑村，船灣之詹屋村、陳屋村、李屋村、黃魚灘村、蝦地下村、沙欄村、散頭角村、圍下村、洞梓村、井頭村、鴉山村等。
- 汀角約：位於八仙嶺下，前臨羊洲海，由汀角、上、下山寮、犁壁山、蘆慈田、龍尾及大尾篤等七村聯合組織而成。
- 樟樹灘約[2]：位於香港中文大學毗鄰低窪山谷地的鄉村，亦是大埔和沙田分界，樟樹灘約原先是由樟樹灘村、大埔尾村和赤坭坪村三條鄉村組成，其後沙田區在1981年脫離大埔區，赤坭坪村從此由沙田鄉事委員會管轄。
- 粉嶺約：粉嶺彭氏乃亦為新界五大氏族之一，始祖彭桂於800年前定居粉嶺樓。後因族裔繁衍，遂擴建粉嶺圍，後裔分遷上水掃管埔、蕉徑和大埔汀角[3]。